# Thompsoniana vodozi
Thompsoniana vodozi là một loài bọ cánh cứng trong họ Cerambycidae.